# ملعب نوك
ملعب نوك هو ملعب في مدينه نوك، عاصمة جرينلاند ويحتضن عدة رياضات وابرزها كرة القدم ويحتضن مباريات منتخب جرينلاند لكرة القدم ونادي نوك اف سي. يتسع لنحو 2.000 متفرج. تأسس الملعب عام 1969 وتقدر قيمة الملعب بحوالي 123 ألف دولار.
تقدر مساحة طول الملعب 118 متر ويقدر عرضه 206 متر. الملعب لا يدعم الارضية العشبية ففي اغلب الوقات يغطي ارضية الملعب الثلج ويوجد حول الملعب مضمار لرياضة الجري.